# Algoma Central
Pour les articles homonymes, voir Algoma.
Le chemin de fer Algoma Central (en anglais Algoma Central Railway) est un chemin de fer de l'ouest de l'Ontario, au Canada (Sigle de l'AAR: AC, ACIS). Le terminus sud est Sault-Sainte-Marie tandis que le terminus nord est à Hearst, avec un embranchement vers Wawa. La région desservie par le chemin de fer est peu peuplée, avec seulement quelques routes. Il est bien connu pour son train touristique du Canyon d'Agawa (en). L'Algoma Central est racheté par le Wisconsin Central Ltd. en 1995, pour ensuite entrer dans le giron du Canadien National (CN) en 2001, il fait maintenant partie de la division est du CN.

## Histoire
Le Chemin de fer Algoma Central appartenait au départ à Francis Clergue (en), qui avait besoin d'un chemin de fer pour transporter les ressources provenant de l'intérieur du district d'Algoma jusqu'à ses usines de Sault-Sainte-Marie. Il avait besoin de transporter des billots de bois vers son usine de pâte et papier (pulperie) et le minerai de fer provenant de la Helen Mine près de Wawa vers une future aciérie (qui fut nommé plus tard Algoma Steel). Le Chemin de fer Algoma Central obtint sa charte le 11 août 1899. Ses chartes du Dominion et de la province lui permettaient de construire au nord à partir de Sault-Sainte-Marie vers une jonction avec la ligne principale du Canadien Pacifique, ainsi qu'un embranchement vers le port de Michipicoten, sur le Lac Supérieur près de Wawa.
En 1901, Clergue acquis la charte du Chemin de fer Hudson Bay and Western, qui voulait construire une ligne entre la ligne principale du Canadien Pacifique et la Baie d'Hudson. Clergue changea ensuite le nom de la compagnie pour Algoma Central and Hudson Bay Railway anticipant une connexion vers Moose Factory sur la Baie James, ou vers un endroit quelconque sur la Baie d'Hudson.
En 1903, l'Algoma Central fut victime de la faillite de la Consolidated Lake Superior Corporation, appartenant à Clergue. À cette époque, la ligne avait atteint 90 kilomètres au nord de Sault-Sainte-Marie, avec un embranchement de 32 kilomètres allant vers l'est à partir de la Baie de Michipicoten, qui n'avait pas encore atteint la ligne principale. La construction fut arrêtée, mais reprise en 1909 et la ligne fut allongée vers le nord, au-delà de la jonction avec l'embranchement de la Baie de Michipicoten (à Hawk Junction (en), le Chemin de fer Canadien Pacifique (à Franz) et le Canadian Northern Railway (à Oba). En 1914, il avait finalement atteint Hearst, 475 kilomètres au nord de Sault-Sainte-Marie, qui était un point important sur le National Transcontinental Railway. Clergue avait déjà oublié son rêve de construire un chemin de fer vers la Baie d'Hudson ou la Baie James, et le terminus nord de la ligne est resté à Hearst, à 240 kilomètres de la Baie James. Néanmoins, la partie and Hudson Bay dans le nom du chemin de fer ne fut pas enlevée avant le 30 juin 1965.
L'Algoma Central fut le premier chemin de fer Canadien à se convertir entièrement au diesel, en 1952.
Dans les années 1960, le chemin de fer commença à promouvoir la beauté naturelle du District d'Algoma auprès des touristes, surtout pour le canyon d'Agawa, dans la Rivière Agawa au nord de Sault-Sainte Marie et non accessible par la route. L'Algoma Central y développa une escale touristique qui obtint un grand succès dû à la popularité des excursions dans le canyon. En raison de la popularité de excursions au canyon Agawa, L'Algoma Central faisait circuler les plus longs trains de voyageurs en Amérique du Nord, ayant souvent de 20 à 24 voitures. Dans les années 1970 et 1980, environ 100 000 personnes par an visitaient le canyon d'Agawa.
Le chemin de fer était actif dans le transport maritime depuis 1900, date à laquelle il avait acheté quatre bateaux à vapeur. À partir des années 1960, le chemin de fer investit massivement dans ses opérations marines et se diversifia dans le transport par camion, l'immobilier, la foresterie et les opérations minières. Ces activités étaient plus profitables que le chemin de fer et le 30 avril 1990, lors d'une réorganisation, le nom de la compagnie fut changé en Algoma Central et le chemin de fer devint une simple division de cette compagnie.
Quelques années plus tard, le Chemin de fer Algoma Central fut mis en vente. Le premier février 1995, le Wisconsin Central Ltd. acheta l'Algoma Central Railway Incorporated, opérant le chemin de fer en tant qu'entité séparée, le Wisconsin Central Canada Holdings. En 1998, Algoma Steel ferma sa mine de fer à Wawa, et l'embranchement entra la Baie de Michipicoten et la jonction Hawk fut abandonnée. Le Canadien National acquit le Wisconsin Central Ltd. le 9 octobre 2001 et l'Algoma Central devint une partie de la division est du CN.
Le chemin de fer est le sujet d'une chanson par Stompin' Tom Connors.